# 후주청년역
후주청년역(厚州靑年驛)은 조선민주주의인민공화국 량강도 김형직군 고읍로동자구에 위치한 북부내륙선의 철도역이다.

## 연혁
- 1987년 11월 27일[1] : 운봉 - 자성, 후주청년 - 혜산청년 구간 개통과 함께 영업 개시[2]
- 1988년 8월 3일 : 자성 - 후주청년 구간 개통[3]